# Loxocephala decora
Loxocephala decora är en insektsart som först beskrevs av Walker 1851.  Loxocephala decora ingår i släktet Loxocephala och familjen Eurybrachidae. Inga underarter finns listade i Catalogue of Life.